# Hình người

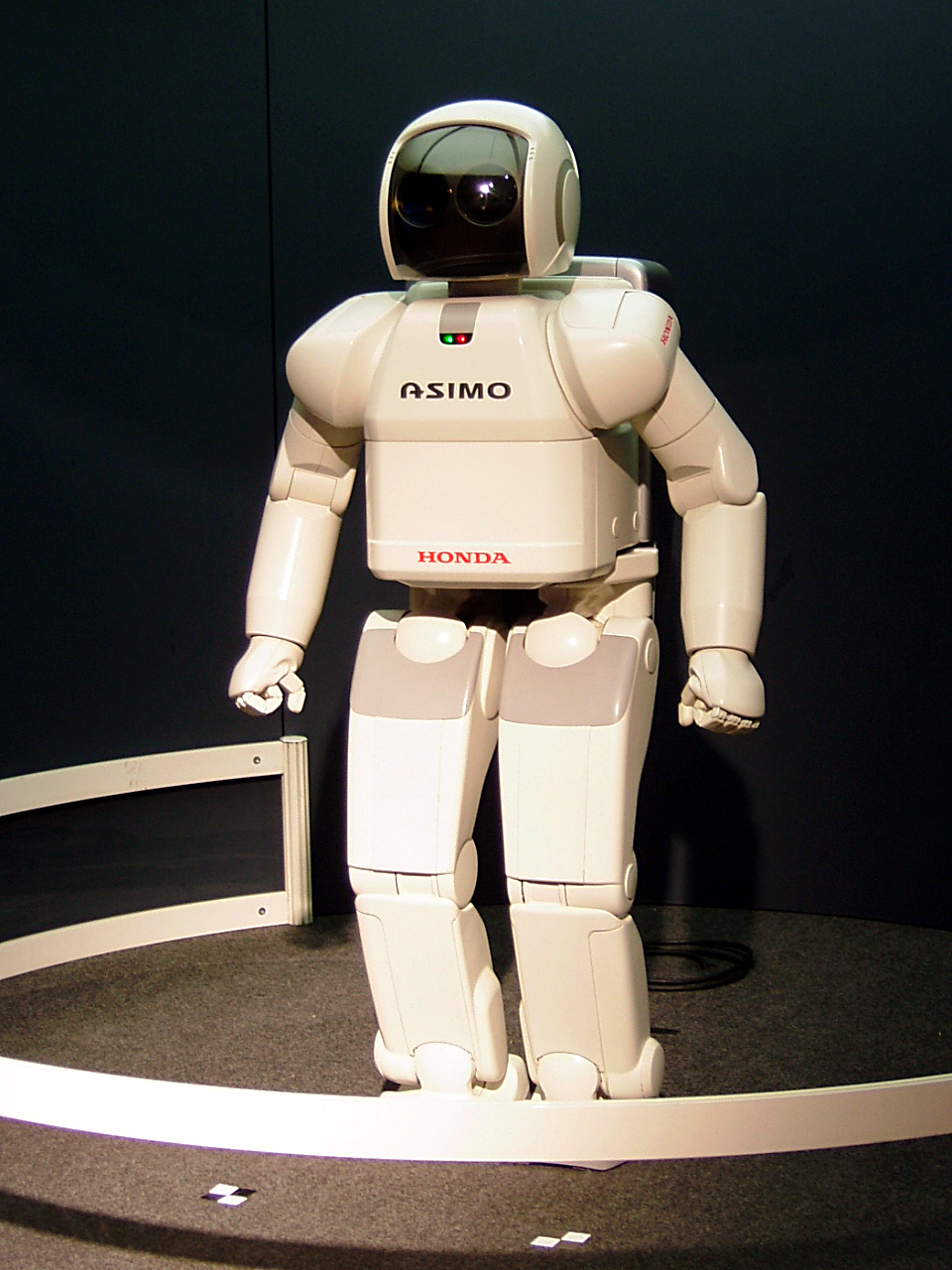
Người máy ASIMO của hãng Honda là một ví dụ về robot dạng người

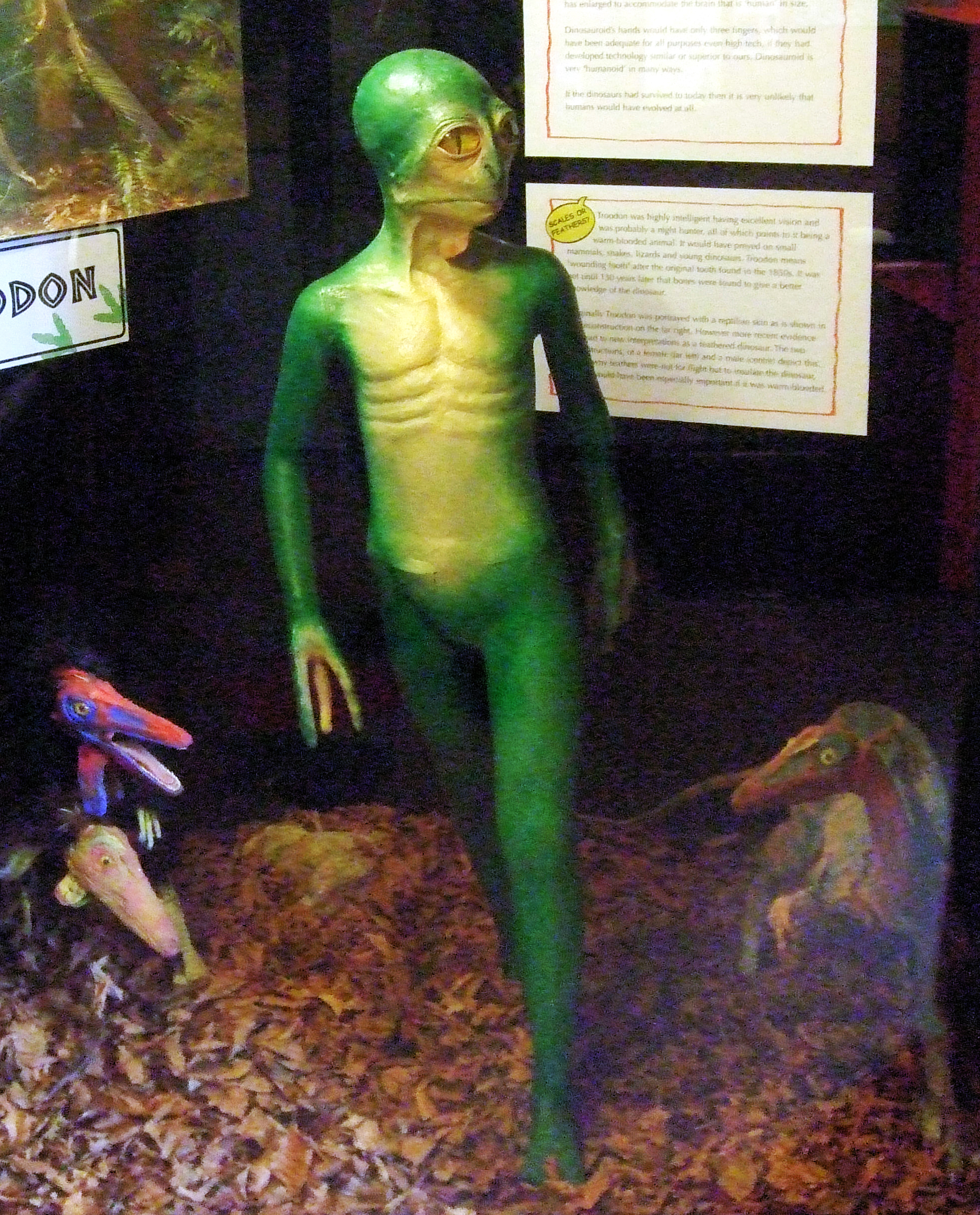
Một mẫu khủng long người ở bảo tàng Khủng long, Dorchester, Anh Quốc

Hình người (tiếng Anh: humanoid, /ˈhjuːmənɔɪd/) là một sinh vật, sự vật hay hiện tượng nào đó có hình dạng giống như người nhưng không phải là người. Thuật ngữ này được ghi lại lần đầu tiên vào năm 1870, khi đó nó dùng để chỉ người bản địa ở những thuộc địa của châu Âu. Đến thế kỷ 20, thuật ngữ để chỉ các loại hóa thạch có hình thái tương tự như bộ xương con người.

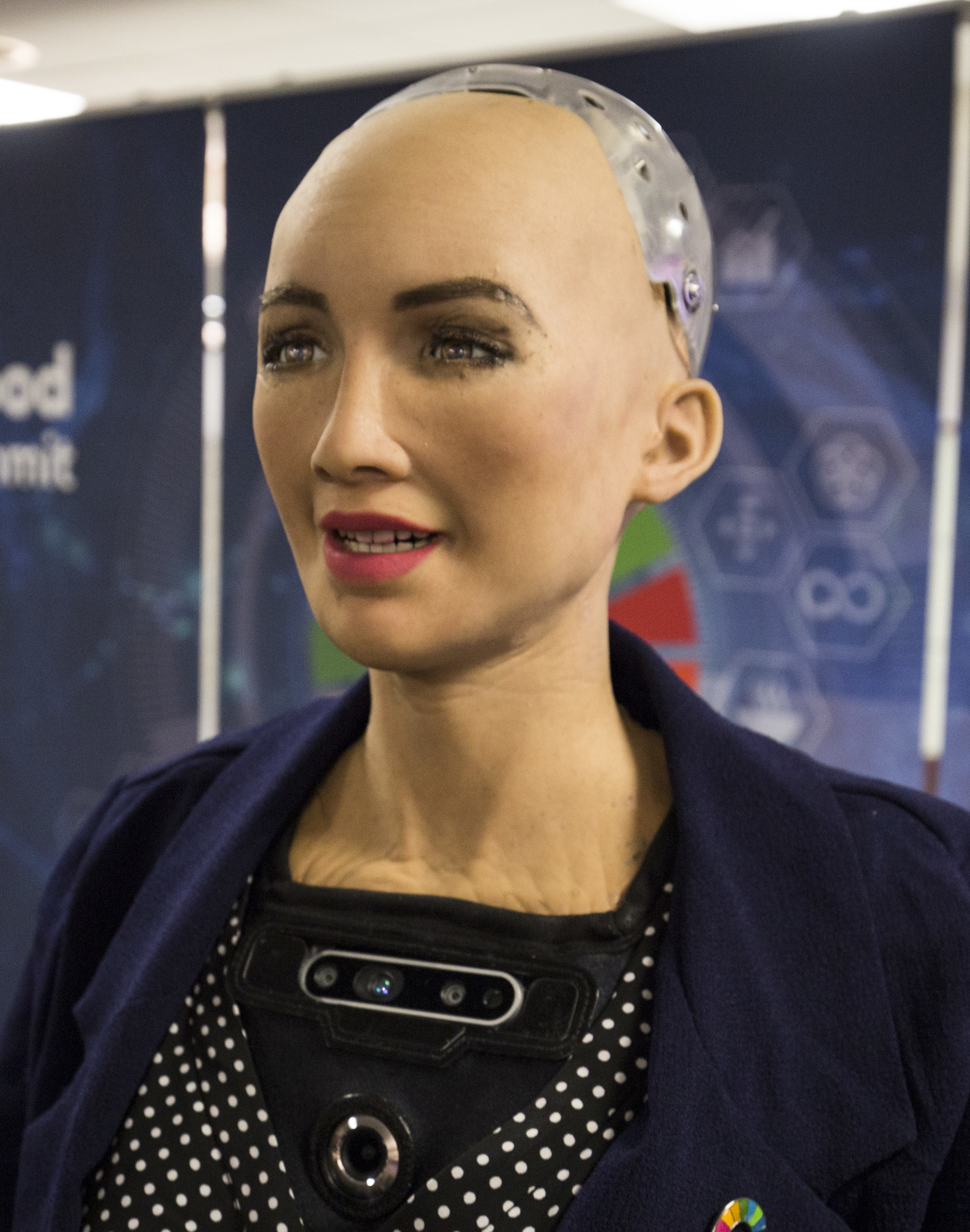
Người máy Sophia